# Голдендудл
Голдендудл (енгл. Goldendoodle) је раса дизајнерског пса која је настала укрштањем златног ретривера и пудле. Настала је 90-их година 20. века и спада у групу младих пасмина. У зависности од величине родитеља, узгаја се у три различите величине: велики, средњи и минијатурни голдендудл.
Како су обе родитељске расе дружељубиве и веома интелигентне, голдендудл је идеалан за породице са малом децом, прве власнике паса и као животиње за емоционалну подршку.
Од ретривера је наследио доброћудност и дружељубивост а од пудли интелигенцију и специфичну врсту длаке која се не лиња и које је хипоалергенична.

## Историја
Сматра се да је први представник ове расе настао 1969. године када је Моника Дикенс, праунука Чарлса Дикенса, укрстила пудлу и златног ретривера. Касније, током 1990-их, дизајнерски одгајивачи паса у Аустралији и Сједињеним Државама су почели да масовно укрштају златне ретривере и пудле, усвајајући термин голдендудл за назив нове пасмине. Истраживањем нове расе, утврдило се да је укрштањем настала животиња која је здравија од обе родитељске расе.
Првобитни циљ одгајивача голдендудлова је био да произведу алтернативу популарној раси лабрадудл. У почетку су голдендудлови узгајани само од пудла стандардне величине али су касније дизајнерски узгајивачи почели да користе мале сорте пудла да би створили мање представнике пасмиме. Пошто су настали укрштањем раса и спадају у групу мешанаца, нису признати ни од стране америчких ни британских кинолошких клубова. Голдендудлови се деле по генерацијама у зависности од процента пудле и ретривера. Различите генерације имају различите карактеристике и изглед. На пример, ако голдендудл има више гена пудле, имаће чвршће коврџе. Ако је више ретривер, онда ће имати равније и лабаве коврџе.

## Карактеристике

### Изглед
Изглед, величинa и врста длаке голдендула могу значајно да варирају у зависности од њихове генерације и од врсте родитеља пудлица. Поред заједничких каратеристика, сваки голдендудл може имати свој јединствени изглед и темперамент.
Уопштено говорећи, голдендудлови имају округле лобање, широке њушке, реп са јаком длаком, спуштене уши и очи овалног облика. Удео ретривера у њиховом пореклу чини њихово тело дугачким и мишићавим. Могу се узгајати од било које величине пудла, а резултирајући потомци долазе у неколико величина: велики, средњи и минијатурни. Велики голдендудл типично је 50—60  и тежак 23—36 , средњи је типично од 43—51  и тежак 18—23 , а минијатурни голдендудл је обично до 51  и тежи 7—16 .
Ово је раса дугодлаких паса и њихова длака може значајно да варира. Постоје три главна типа длаке: равна, таласаста и коврџава. Голдендудлови са равном длаком наследили су тип длаке од златног ретривера. Најчешћа врста длаке код голдендудла је таласаста длака, која је комбинација коврџаве длаке пудлице и равне длаке златног ретривера, са лабавим, чупавим увојцима. Голдендудлови са коврџавом длаком су наследили длаку пудлице, густу, коврџаву и која се мање лиња. Њихово крзно се јавља у различитим бојама, најчешће крем, црвена, црна, златна, кајсија, браон или разнобојна. За њих се често тврди да су хипоалергенични или да се не лињају. Међутим, и овој пасмини опада длака, иако мање него другим расама. Истраживања су такође показала да хипоалергеност не може бити званична карактеристика расе паса. АКЦ такође тврди да „не постоји потпуно хипоалергенски пас“. Генерално, што је већи проценат пудла у наслеђу голдендудла, мања је вероватноћа да ће се лињати.

### Понашање
Слично као код већине укрштених паса, карактеристике ове расе се не могу са прецизношћу предвидети. На основу генетике, добро одгојени голдендудл би по правилу требало да испољавају каратеристике родитељских раса. Генерално, карактерише их претежно пријатељска, привржена, верна и весела природа златних ретривера, док истовремено демонстрирају интелигенцију, друштвеност и дисциплину пудла. Златни ретривери углавном показују висок ниво енергије, оданост и разиграност. Дружељубиви су са децом и сматра се добрим породичним кућним љубимцем. То су разиграни, али нежни пси који жуде за људском интеракцијом. Bоле да иду у  дуге шетње, да трчe и планинаре са својим власницима. Мешанац често показује снажне ретриверске инстинкте наслеђене од његових ловачких предака, због чега воле да доносе и враћају разноразне објекте. Имају умерен ниво активности. Већи голдендудлови могу бити активнији од својих мањих сродника. Сваки дан им је потребна добра шетња или активна игра. Студија понашања из 2019. године је их поредила са њиховим родитељским расама. У просеку oни су показали веће ривалство, агресију и страх у контакту са другим псима као и већи страх од странаца у односу на чистокрвног златних ретривера или пудлу.

## Здравље
Голдендудл често испољава фенотипску предност у односу на своје родитељске расе. Упаривање две различите расе може створити већу генетску разноврсност, као и нижи ниво хомозиготности. Укрштањем раса минимизује се могућност наслеђивања непожељних чистокрвних здравствених проблема и смањује ризик од депресије.
Голдендудлови често имају користи од „хибридне снаге“, која има доказано позитиван ефекат на виталност животиња и доприноси побољшању здравља мешанаца и смањивању подложности болестима. Генерално, здрави и добро узгојени имају животни век од 10-15 година. Као и код свих раса, они су и даље изложени ризику од развоја било каквих могућих здравствених стања карактеристичних за златне ретривере и пудле. Неки од потенцијалних генетских здравених поремећаја су дисплазија кука, прогресивна атрофија мрежњаче (енгл. Progressive retinal atrophy, PRA), Вон Вилебрандова болест (енгл. Von Willebrand disease, vWD), мегаезофаге, рак, кожне алергије и инфекције уха.

## Популарност
Примарно узгајани као пси пратиоци, успешно су обучавани као терапеутски пси, пси водичи, пси за откривање орашастих плодова у људској храни за људе са алергијама и друге облике паса помагача. У неким регионима Сједињених Држава постали су једна од најпопуларнијих врста паса. У Аустралији је проглашенa за једну од двадесет најпопуларнијих врста паса у 2020. години, где су, због повећане потражње за кућним љубимцима током пандемије COVID-19, цене штенади драстично порасле, и до 5 пута. На добротворној аукцији 2012. године, амерички музичар Ашер је платио $12,000 за штене голдендудла.